# 평양옥
평양옥은 대한민국 인천에 있는 유서 깊은 한식당이다. 이 식당은 해장국을 전문으로 한다. 1945년에 처음 문을 열었으며, 그 이후로 가족 사업으로 유지되고 있다. 2023년에는 3대째 주인이 운영하고 있었다.
이 식당의 창업 가족은 북한 평양 출신이었다. 식당을 열기 전에 그들은 만주에서 공장을 운영하고 있었다. 광복 후 그들의 공장은 몰수되었고, 그들은 인천으로 이주하여 식당을 설립했다. 한때 원래의 한옥 스타일 건물이 불에 타서 2층 건물로 대체되었다. 이 식당은 창립 이래 같은 정육점에서 고기를 공급받아온 것으로 알려져 있다. 해장국은 18시간 동안 끓이고, 갈비탕은 10시간 이상 끓인다고 한다. 해장국은 정오 이전에만 제공되는 것으로 알려져 있으며, 식당은 오전 5시에 문을 열어 이른 아침 출근하는 사람들을 위한 것으로 전해진다.

## 같이 보기
- 한국의 오래된 식당 목록